# Herman tor Smede
Herman tor Smede, zur Schmiden eller ter Smeden, född omkring 1610 i Koldenbüttel, död i december 1667 på Larsbo i Söderbärke socken, var en tysksvensk brukspatron. Han är stamfader till den svenska adelsätten Tersmeden.
Herman tor Smede var son till rådmannen Thomas tor Smede. Fadern gjorde 1602 konkurs, och hans barn sökte sig andra försörjningar än som köpmän, och vistades en tid i Liége, där han lärde sig bergshantering. Han emigrerade därefter till Sverige, dit han enligt släkttraditionen skall ha anlänt 1626 i sällskap med Marcus Kock. Herman tor Smede blev omkring 1636 förvaltare på Öllösa masugn och anlade tillsammans med vallonen Jacob Piet Björndammens masugn. På Öllösa stannade han till 1650, då driften på grund av brist på malm måste läggas ned. Herman tor Smede vände sig då till ägaren Louis De Geer med önskan om att få en ny anställning, men förgäves. I stället fick Herman tor Smede och hans svåger Johan Halbeck 1650 kontrakt med Marcus Kock att bli förvaltare för dennes bruk Nisshyttan, Larsbo och Saxe hamrar. Herman tor Smede bosatte sig på Larsbo och förestod stångjärnssmidet, efter Marcus Kocks död 1657 för änkan Elisabet van Eijks räkning.
Han var gift med Catharina von Klein, dotter till konstmästaren Pehr von Klein. Tor Smedes morfars mormor var Geseke Fredriksdotter, dotter till hertig av Holstein och kung Fredrik I av Danmark.